# Mark Pellegrino

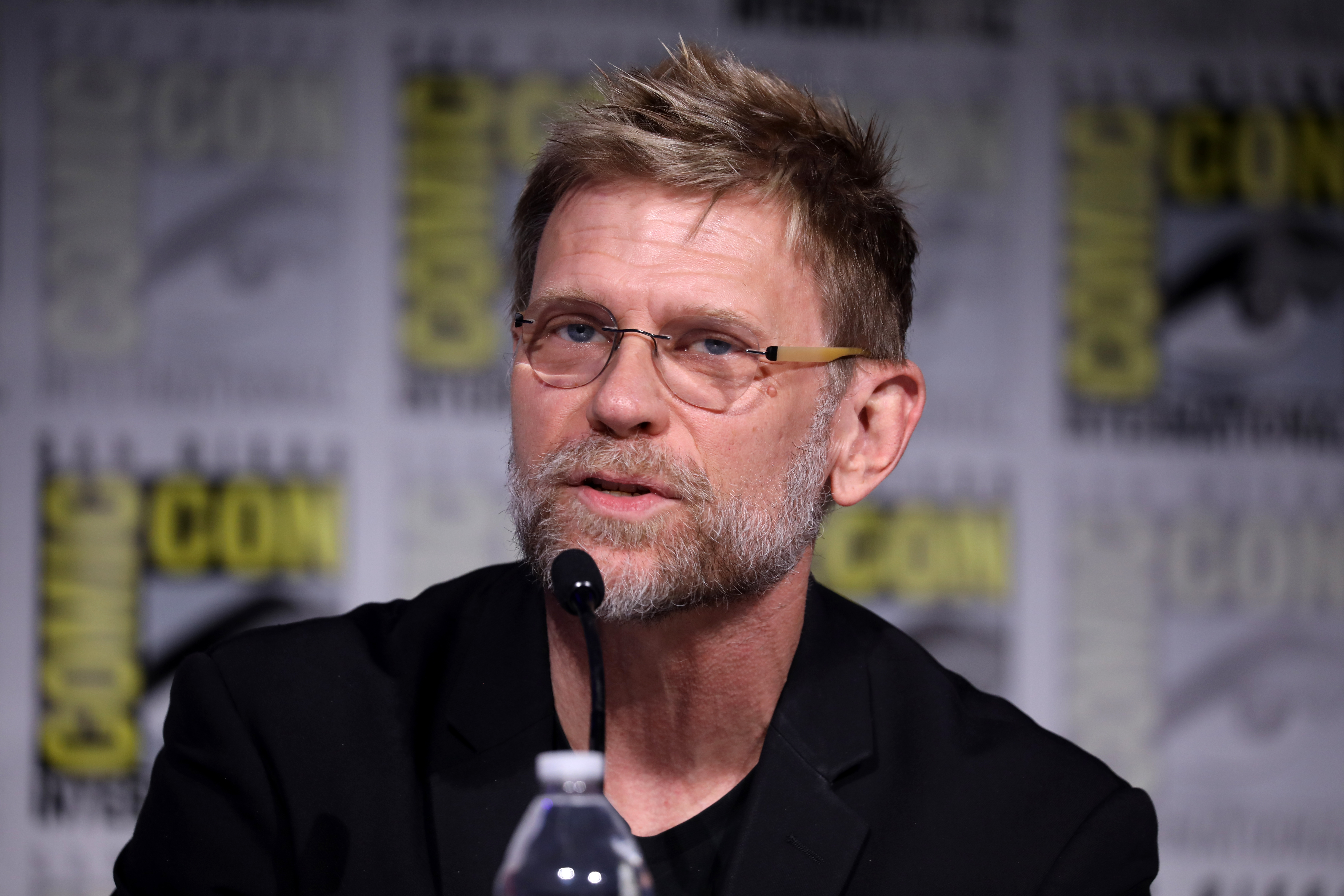
Mark Pellegrino (2023)

Mark Ross Pellegrino (* 9. April 1965 in Los Angeles, Kalifornien) ist ein US-amerikanischer Schauspieler.

## Leben
Mark Pellegrino wurde am Theater Playhouse West in Nord Hollywood nach der Methode des Schauspiellehrers Sanford Meisner ausgebildet. 1987 hatte der ehemalige Soldat der United States Army seinen ersten Gastauftritt in der Fernsehserie L.A. Law – Staranwälte, Tricks, Prozesse. Im selben Jahr war er außerdem in kleinen Rollen in der Kinokomödie Fatal Beauty an der Seite von Whoopi Goldberg und im Thriller Das Weiße im Auge neben Charles Bronson zu sehen.
Seit Ende der 1980er-Jahre erhielt Pellegrino häufig Nebenrollen in Fernsehproduktionen und -serien. So spielte er in den Fernsehserien Hunter, Geschichten aus der Gruft, Ausgerechnet Alaska, Der Polizeichef, Emergency Room, Nash Bridges, Der Sentinel, CSI: Miami, The Unit – Eine Frage der Ehre, Without a Trace – Spurlos verschwunden, Prison Break oder Grey’s Anatomy. Bekannt wurde er durch seine Rolle des Paul Bennett, des Ex-Strafgefangenen und Ex-Ehemanns der Rita Bennett, aus der Krimi-Serie Dexter. Im Finale der fünften Staffel der Mystery-Serie Lost spielte er den mysteriösen Jacob, dessen Auftritt bereits seit der zweiten Staffel vom Publikum erwartet wurde. Auch im Laufe der sechsten Staffel war er als dieser zu sehen. In der fünften, siebten, elften und den fortführenden Staffeln der US-Serie Supernatural spielte Pellegrino wiederkehrend den gefallenen Engel Luzifer und gehörte in den folgenden Staffeln zwölf, dreizehn und vierzehn zur Hauptbesetzung.
Des Weiteren spielte Pellegrino in den Kinofilmen Brennpunkt L.A. – Die Profis sind zurück, Vergessene Welt: Jurassic Park, The Big Lebowski, Der Fall Mona, Das Vermächtnis der Tempelritter oder Mulholland Drive – Straße der Finsternis. Für seine Rolle des Dick Hickock im Film Capote wurde er für den Screen Actors Guild Award nominiert.
Neben seinem Film und Fernsehen-Engagement ist Pellegrino außerdem als Theaterschauspieler tätig. Am Playhouse West, seiner Ausbildungsstätte, wirkte er unter anderem in den Stücken The Exonorated unter der Regie von Jeff Goldblum sowie 9-11 und Minor Holiday von Scott Caan mit. Dort arbeitet er zudem als Schauspiellehrer.
In seiner Freizeit praktiziert der 1,91 m große Pellegrino vornehmlich Kampfsportarten wie Martial Arts, Kickboxen, Judo, Karate, Ju-Jitsu und professionelles Thai-Boxen.

## Filmografie (Auswahl)

### Fernsehserien
- 1987: L.A. Law – Staranwälte, Tricks, Prozesse (L.A. Law, Episode 2x02)
- 1989: Doogie Howser, M.D. (Episode 1x09)
- 1990: Hunter (Episode 6x10)
- 1990: Geschichten aus der Gruft (Tales from the Crypt, Episode 2x02)
- 1992: Ausgerechnet Alaska (Northern Exposure, Episode 4x03)
- 1993: Der Polizeichef (The Commish, Episode 2x18)
- 1994: Viper (Episode 1x01)
- 1995: Tödliches Spiel (Deadly Game, Episode 1x08)
- 1996: Emergency Room – Die Notaufnahme (ER, Episode 2x14)
- 1996: Nash Bridges (Episode 1x01)
- 1996: Der Sentinel – Im Auge des Jägers (The Sentinel Episode 2x02)
- 1997–1998, 2002: New York Cops – NYPD Blue (NYPD Blue, 4 Episoden)
- 1999: Akte X – Die unheimlichen Fälle des FBI (The X-Files, Episode 7x03)
- 2001: The Beast (Episoden 1x01–1x03)
- 2003: Practice – Die Anwälte (The Practice, Episode 7x13)
- 2003, 2011: CSI: Miami (2 Episoden)
- 2005: Bones – Die Knochenjägerin (Bones, Episode )
- 2005, 2009: CSI: Vegas (CSI: Crime Scene Investigation, 2 Episoden)
- 2006: Without a Trace – Spurlos verschwunden (Without a Trace, 2 Episoden)
- 2006–2007: Dexter (8 Episoden)
- 2007: Burn Notice (Episode 1x03)
- 2007: Grey’s Anatomy (Episode 4x01)
- 2008: Knight Rider (Episode 1x05)
- 2008: Numbers – Die Logik des Verbrechens (Numb3rs, Episode 5x08)
- 2008: Prison Break (Episoden 4x13–4x14)
- 2008: Criminal Minds (Episode 4x10)
- 2008, 2012: Chuck (2 Episoden)
- 2009: Ghost Whisperer – Stimmen aus dem Jenseits (Ghost Whisperer, Episode 4x18)
- 2009: The Mentalist (Episode 2x04)
- 2009–2010: Lost (7 Episoden)
- 2009–2012, 2015–2020: Supernatural (41 Episoden)
- 2011–2014: Being Human (15 Episoden)
- 2011: The Closer (6 Episoden)
- 2012: Castle (Episode 4x14)
- 2012: Grimm (Episode 2x03)
- 2012: Person of Interest (Episode 2x08)
- 2012–2013: Revolution (4 Episoden)
- 2013–2014: The Tomorrow People (22 Episoden)
- 2015: Chicago P.D. (Episode 2x12)
- 2015: The Returned (10 Episoden)
- 2015–2016: Quantico (11 Episoden)
- 2017–2020: Tote Mädchen lügen nicht (13 Reasons Why, 27 Episoden)
- 2021: 911 (Episode 5x06)
- 2022: The Rookie: Feds (1 Episode)
- 2023: Class of ’09 (3 Episoden)

### Spielfilme
- 1987: Fatal Beauty
- 1987: Das Weiße im Auge (Death Wish 4: The Crackdown)
- 1988: Footballstar um jeden Preis (What Price Victory)
- 1989: Der Hammer (No Holds Barred)
- 1989: Night Life
- 1990: Rollerboys (Prayer of the Rollerboys)
- 1991: Blood, Drugs & Libido – Überleben in L.A. (Blood and Concrete)
- 1992: Brennpunkt L.A. – Die Profis sind zurück (Lethal Weapon 3)
- 1993: Harry & Kit – Trouble Bound (Trouble Bound)
- 1993: Flucht nach Vegas (Midnight Witness)
- 1994: Metal Force – Apokalypse in L.A. (Knight Rider 2010)
- 1996: Little Surprises (Kurzfilm)
- 1997: Unschuldig! Susan rennt (Macon County Jail)
- 1997: Vergessene Welt: Jurassic Park (The Lost World: Jurassic Park)
- 1998: The Big Lebowski
- 1999: A Murder of Crows – Diabolische Versuchung (A Murder of Crows)
- 2000: Der Fall Mona (Drowning Mona)
- 2001: Ohne Worte (Say it isn’t so)
- 2001: Mulholland Drive – Straße der Finsternis (Mulholland Dr.)
- 2003: Moving Alan
- 2003: Die Stunde des Jägers (The Hunted)
- 2004: Twisted – Der erste Verdacht (Twisted)
- 2004: Das Vermächtnis der Tempelritter (National Treasure)
- 2005: Ellie Parker
- 2005: Capote
- 2006: Caffeine
- 2007: Number 23 (The Number 23)
- 2009: An American Affair
- 2012: Hemingway & Gellhorn (Fernsehfilm)
- 2013: Anklage: Mord – Im Namen der Wahrheit (The Trials of Kate McCall)
- 2013: Bad Turn Worse
- 2018: Beirut
- 2024: Beverly Hills Cop: Axel F